# Montrevault-sur-Èvre
Montrevault-sur-Èvre község Franciaország Loire mente régiójában, Maine-et-Loire megyében. Új községként 2015. december 15-én jött létre La Boissière-sur-Èvre, Chaudron-en-Mauges, La Chaussaire, Le Fief-Sauvin, Le Fuilet, Montrevault, Le Puiset-Doré, Saint-Pierre-Montlimart, Saint-Quentin-en-Mauges, Saint-Rémy-en-Mauges és La Salle-et-Chapelle-Aubry községek egyesítésével. Lakosainak száma 15 684 fő (2022. január 1.).

## Népesség
| Lakosok száma | 15 859 | 15 787 | 15 668 | 15 732 | 15 755 | 15 684 |
|               | 2017   | 2018   | 2019   | 2020   | 2021   | 2022   |